# Dentatella
Dentatella is een geslacht van haften (Ephemeroptera) uit de familie Ephemerellidae.

## Soorten
Het geslacht Dentatella omvat de volgende soorten:
- Dentatella coxalis